# Pararge meadewaldoi
Pararge meadewaldoi är en fjärilsart som beskrevs av Rothschild 1917. Pararge meadewaldoi ingår i släktet Pararge och familjen praktfjärilar. Inga underarter finns listade i Catalogue of Life.